# Seznam chráněných území v okrese Hodonín
Toto je seznam chráněných území v okrese Hodonín aktuální k roku 2024, ve kterém jsou uvedena chráněná území v oblasti okresu Hodonín.
| Kód  | Obrázek                                                       | Typ  | Název                    | Rozloha (ha) | Galerie Commons                                                             | Popis území | Souřadnice                       |
| ---- | ------------------------------------------------------------- | ---- | ------------------------ | ------------ | --------------------------------------------------------------------------- | --- | -------------------------------- |
| 71   | Kopec Lesná, součást CHKO Bílé Karpaty                        | CHKO | Bílé Karpaty             | 71 500       | Kategorie „CHKO Bílé Karpaty“ na Wikimedia Commons                          | | 49°1′13″ s. š., 17°51′20″ v. d.  |
| 6020 | Popis obrazku                                                 | PP   | Bílý kopec u Čejče       | 22,93        | Kategorie „Bílý kopec u Čejče“ na Wikimedia Commons                         | Xerotermní společenstva stepních trávníků s řadou ohrožených a zvláště chráněných druhů rostlin a význačné druhy bezobratlých | 48°55′42″ s. š., 16°58′27″ v. d. |
| 1488 | Bohuslavické stráně                                           | PP   | Bohuslavické stráně      | 3,52         | Kategorie „Bohuslavické stráně“ na Wikimedia Commons                        | Lokalita suchomilných společenstev | 49°3′31″ s. š., 17°7′14″ v. d.   |
| 2161 | Borky                                                         | PP   | Borky                    | 0,10         | Kategorie „Borky (natural monument, Hodonín District)“ na Wikimedia Commons | Ve výchozech zářezu jsou odkryty flyšové sedimenty nivnického souvrství bělokarpatské jednotky | 48°55′56″ s. š., 17°32′10″ v. d. |
| 1037 | Búrová                                                        | NPP  | Búrová                   | 18,81        | Kategorie „Búrová“ na Wikimedia Commons                                     | Lokalita kýchavice černé, jediná na Moravě | 48°54′3″ s. š., 17°33′7″ v. d.   |
| 1031 | Čertoryje                                                     | NPR  | Čertoryje                | 325,58       | Kategorie „Čertoryje (national nature reserve)“ na Wikimedia Commons        | Velmi reprezentativní ukázka květnatých bělokarpatských luk | 48°51′17″ s. š., 17°25′0″ v. d.  |
| 107  | Háj u Lipova                                                  | PP   | Háj u Lipova             | 3,30         | Kategorie „Háj u Lipova“ na Wikimedia Commons                               | Lokalita vzácné ladoňky dvoulisté | 48°54′16″ s. š., 17°28′5″ v. d.  |
| 1739 | Háj u Louky                                                   | PR   | Háj u Louky              | 16,50        | Kategorie „Háj u Louky“ na Wikimedia Commons                                | Listnatý porost s bohatým keřovým a bylinným podrostem | 48°54′38″ s. š., 17°29′39″ v. d. |
| 1740 | Hloží                                                         | PR   | Hloží                    | 7,46         | Kategorie „Hloží“ na Wikimedia Commons                                      | Stepní lokalita s významnou květenou | 48°54′38″ s. š., 17°30′26″ v. d. |
| 5874 | NPP Hodonínská Dúbrava v dubnu 2022                           | NPP  | Hodonínská Dúbrava       | 683,1841     | Kategorie „Hodonínská Dúbrava“ na Wikimedia Commons                         | Lesní porosty tvořené společenstvy panonských teplomilných doubrav na písku, panonských dubohabřin a údolních jasanovo-olšových luhů, vzácné a ohrožené druhy rostlin a živočichů | 48°53′30″ s. š., 17°6′51″ v. d.  |
| 1489 |                                                               | PR   | Horky                    | 15,49        | Kategorie „Horky (natural monument)“ na Wikimedia Commons                   | Komplex suché varianty širokolistých trávníků bělokarpatského typu se zastoupením úzkolistých suchých trávníků včetně nejpočetnější populace hadince nachového (Echium russicum) v České republice a porosty nízkých xerofilních křovin | 48°56′34″ s. š., 17°8′4″ v. d.   |
| 117  | Koniklec velkokvětý                                           | PP   | Hošťálka                 | 0,13         | Kategorie „Hošťálka“ na Wikimedia Commons                                   | Lokalita koniklece velkokvětého | 49°2′13″ s. š., 17°13′ v. d.     |
| 1490 | Hovoranské louky                                              | PP   | Hovoranské louky         | 10,60        | Kategorie „Hovoranské louky“ na Wikimedia Commons                           | Luční komplex s bohatou květenou | 48°57′52″ s. š., 16°58′21″ v. d. |
| 1032 |                                                               | NPR  | Jazevčí                  | 99,28        | Kategorie „Jazevčí“ na Wikimedia Commons                                    | Rozlehlý komplex rozlehlých bělokarpatských květnatých luk | 48°52′18″ s. š., 17°34′ v. d.    |
| 2119 |                                                               | PP   | Jezero                   | 9,32         | Kategorie „Jezero (přírodní památka)“ na Wikimedia Commons                  | Botanicky, zoologicky, esteticky a krajinářsky hodnotný komplex vlhkých až mokřadních luk | 48°57′5″ s. š., 17°10′43″ v. d.  |
| 6251 |                                                               | PP   | Kobylská skála           | 6,87         | Název kategorie na Wikimedia Commons nebyl zadán                            | Panonské sprašové stepní trávníky s výskytem teplomilné fauny a flóry (kozinec rakouský, šater latnatý a nosorožík kapucínek) | 48°56′37″ s. š., 16°55′24″ v. d. |
| 1033 | PR Kútky v zimě                                               | PR   | Kútky                    | 66,42        | Kategorie „Kútky“ na Wikimedia Commons                                      | Zbytek bělokarpatských květnatých luk | 48°50′ s. š., 17°23′13″ v. d.    |
| 5977 | Letiště Milotice                                              | PP   | Letiště Milotice         | 22,6423      | Kategorie „Letiště Milotice“ na Wikimedia Commons                           | Biotop a populace kriticky ohroženého sysla obecného na travnaté ploše letiště | 48°58′50″ s. š., 17°7′28″ v. d.  |
| 2202 | Uměle vykopaná jeskyňka v kolmé stěně                         | PP   | Losky                    | 0,07         | Kategorie „Losky“ na Wikimedia Commons                                      | Část opuštěného hliniště | 49°1′58″ s. š., 17°13′16″ v. d.  |
| 1034 | Machová                                                       | PR   | Machová                  | 111,98       | Kategorie „Machová (nature reserve“ na Wikimedia Commons                    | Komplex bělokarpatských květnatých luk | 48°49′45″ s. š., 17°31′58″ v. d. |
|      | krajina v okolí mikulčického památníku                        | PřP  | Mikulčický luh           | 797          | Kategorie „Nature park Mikulčický luh“ na Wikimedia Commons                 | | 48°48′25″ s. š., 17°5′14″ v. d.  |
| 6017 |                                                               | PP   | Miliovy louky            | 8,29         |                                                                             | Xerotermní společenstva polopřirozených suchých stepních a mezofilních trávníků s řadou ohrožených a zvláště chráněných druhů rostlin, zejména hadincem nachovým (Echium maculatum) | 48°56′44″ s. š., 17°30′44″ v. d. |
| 1491 | Přírodní rezervace Moravanské lúky                            | PR   | Moravanské lúky          | 8,70         | Kategorie „Moravanské lúky“ na Wikimedia Commons                            | Karpatská louka s bohatým výskytem vstavačovitých | 49°5′14″ s. š., 17°11′37″ v. d.  |
| 561  |                                                               | NPP  | Na Adamcích              | 7,48         | Kategorie „Na Adamcích“ na Wikimedia Commons                                | Bohatá lokalita teplomilné květeny | 49°0′20″ s. š., 17°0′4″ v. d.    |
| 2139 | Nad Vápenkou                                                  | PP   | Nad Vápenkou             | 0,81         | Kategorie „Nad Vápenkou“ na Wikimedia Commons                               | Ochrana xerotermních společenstev | 48°51′37″ s. š., 17°31′19″ v. d. |
| 1741 | Nivky za Větřákem                                             | PP   | Nivky za Větřákem        | 0,25         | Kategorie „Nivky za Větřákem“ na Wikimedia Commons                          | Lesoluční společenstvo se vzácnou květenou | 48°54′4″ s. š., 17°0′33″ v. d.   |
| 1492 | PP Očovské louky v dubnu 2023                                 | PP   | Očovské louky            | 53,49        | Kategorie „Očovské louky“ na Wikimedia Commons                              | Vlhké ostřicové louky s řadou vzácných druhů | 48°51′35″ s. š., 17°9′13″ v. d.  |
| 2203 | Ochozy                                                        | PP   | Ochozy                   | 0,91         | Kategorie „Ochozy“ na Wikimedia Commons                                     | Zachování a ochrana chráněných druhů rostlin, kriticky ohroženého druhu tořice včelonosného | 49°3′45″ s. š., 16°59′20″ v. d.  |
| 291  | PR Oskovec v dubnu 2023                                       | PR   | Oskovec                  | 6,08         | Kategorie „Oskovec“ na Wikimedia Commons                                    | Lužní porost, hnízdiště ptactva | 48°54′13″ s. š., 17°15′54″ v. d. |
| 1493 | informační tabule na okraji PR Oskovec II                     | PR   | Oskovec II               | 2,88         | Kategorie „Oskovec II“ na Wikimedia Commons                                 | Lužní les s jasanem úzkolistým a početnou kolonií čápa bílého | 48°54′2″ s. š., 17°15′50″ v. d.  |
| 2067 | Osypané břehy                                                 | PP   | Osypané břehy            | 75,90        | Kategorie „Osypané břehy“ na Wikimedia Commons                              | Unikátní geomorfologický výtvor, významný biotop řady vzácných a chráněných živočichů | 48°55′8″ s. š., 17°16′42″ v. d.  |
| 5772 | Popis obrazku                                                 | PP   | Pánov                    | 86,6713      | Kategorie „Pánov (natural monument)“ na Wikimedia Commons                   | Důvodem ochrany jsou trávníky písčin s paličkovcem šedavým, kostřavové trávníky písčin a panonské stepní trávníky na písku | 48°53′13″ s. š., 17°8′17″ v. d.  |
| 310  | Písečný rybník                                                | PR   | Písečný rybník           | 35,45        | Kategorie „Písečný rybník“ na Wikimedia Commons                             | Značně zarostlý rybník s bohatou vodní a mokřadní květenou | 48°57′47″ s. š., 17°9′11″ v. d.  |
| 1035 | Národní přírodní rezervace Porážky                            | NPR  | Porážky                  | 49,76        | Kategorie „Porážky“ na Wikimedia Commons                                    | Významná bělokarpatská louka, jediné naleziště všivce statného v ČR | 48°53′7″ s. š., 17°37′27″ v. d.  |
| 394  | Skařiny                                                       | PR   | Skařiny                  | 13,24        | Kategorie „Skařiny“ na Wikimedia Commons                                    | Starý lužní porost, hnízdiště vzácného ptactva (čápi, dravci aj.) | 48°48′3″ s. š., 17°5′36″ v. d.   |
| 1748 | Přírodní rezervace Sovince                                    | PR   | Sovince                  | 1,46         | Kategorie „Sovince“ na Wikimedia Commons                                    | Lokalita vzácných druhů rostlin na ždanických pískovcích | 49°0′31″ s. š., 17°0′39″ v. d.   |
|      | Pohled na lokalitu                                            | PřP  | Strážnické Pomoraví      | 3 016        | Kategorie „Nature park Strážnické Pomoraví“ na Wikimedia Commons            | | 48°54′30″ s. š., 17°16′12″ v. d. |
| 1712 | Střečkův kopec                                                | PP   | Střečkův kopec           | 0,11         | Kategorie „Střečkův kopec“ na Wikimedia Commons                             | Jediný známý odkryv antoníneckého souvrství (flyš) | 48°57′25″ s. š., 17°29′5″ v. d.  |
| 1969 | bývalá PR Stupava v rámci NPP Hodonínská Dúbrava v dubnu 2022 | PR   | Stupava †                | 53,54        | Kategorie „Stupava (nature reserve)“ na Wikimedia Commons                   | Teplomilná doubrava, významná entomologická lokalita. Chráněné území zrušeno a nahrazeno rozsáhlejší národní přírodní památkou Hodonínská Dúbrava | 48°51′51″ s. š., 17°4′40″ v. d.  |
| 5769 | Špidláky                                                      | PP   | Špidláky                 | 15,3668      | Kategorie „Špidláky“ na Wikimedia Commons                                   | Tři samostatné stepní lokality se vzácnou květenou a hmyzem. Chráněné území nahradilo starší a menší stejnojmennou přírodní rezervaci. | 48°54′57″ s. š., 16°57′47″ v. d. |
| 1749 | U Vrby                                                        | PR   | U Vrby                   | 30,02        | Kategorie „U Vrby“ na Wikimedia Commons                                     | Zbytky starých bučin a dubobučin s doupnými stromy | 49°5′51″ s. š., 17°3′40″ v. d.   |
| 1494 | Váté písky v zimě                                             | NPP  | Váté písky               | 94,56        | Kategorie „Váté písky“ na Wikimedia Commons                                 | Úzký pruh při železniční trati. Velmi cenná rostlinná i živočišná společenstva písečných dun | 48°55′34″ s. š., 17°14′58″ v. d. |
| 5770 | Velický hliník                                                | PP   | Velický hliník           | 4,8714       | Kategorie „Velický hliník“ na Wikimedia Commons                             | Přírodovědecky cenné území s výskytem kuňky žlutobřiché a řady dalších zvlášť chráněných druhů rostlin a živočichů | 48°51′42″ s. š., 17°31′5″ v. d.  |
| 1713 | Cvičiště                                                      | PP   | Vojenské cvičiště Bzenec | 36,81        | Kategorie „Vojenské cvičiště Bzenec“ na Wikimedia Commons                   | Bývalé cvičiště, společenstva vátých písků, botanicky a entomologicky vysoce hodnotné území | 48°57′30″ s. š., 17°17′25″ v. d. |
| 1945 | Pohled na lokalitu                                            | PP   | Výchoz                   | 0,10         | Kategorie „Výchoz“ na Wikimedia Commons                                     | Významný opěrný odkryv | 48°56′25″ s. š., 16°58′50″ v. d. |
| 5836 | Popis obrazku                                                 | PP   | Vypálenky                | 65,2916      | Kategorie „Vypálenky“ na Wikimedia Commons                                  | Mokřadní biotop západního okraje údolní nivy řeky Moravy s výskytem bohatých společenstev obojživelníků, mezi nimi zejména evropsky významných druhů kuňky obecné a čolka dunajského, který plní funkci hnízdiště a tahové zastávky mokřadních ptáků a stanoviště významných společenstev rostlin a bezobratlých živočichů, s velmi početným zastoupením zvláště chráněných druhů | 48°58′43″ s. š., 17°19′26″ v. d. |
| 1036 | Cvičiště                                                      | NPR  | Zahrady pod Hájem        | 162,33       | Kategorie „Zahrady pod Hájem“ na Wikimedia Commons                          | Rozlehlý komplex bělokarpatských květnatých luk | 48°53′9″ s. š., 17°32′ v. d.     |
| 5771 | PP Zápověď u Karlína                                          | PP   | Zápověď u Karlína        | 1,7673       | Kategorie „Zápověď u Karlína“ na Wikimedia Commons                          | Vegetace suchých trávníků s výskytem evropsky významného druhu hadince nachového a dalších chráněných a vzácných druhů rostlin a živočichů | 48°58′15″ s. š., 16°58′5″ v. d.  |
|      | Západní okraj přírodního parku                                | PřP  | Ždánický les             | 18 189       | Kategorie „Ždánický les“ na Wikimedia Commons                               | | 49°5′4″ s. š., 16°54′35″ v. d.   |
| 1038 | Duby v PP Žerotín                                             | PP   | Žerotín                  | 1,86         | Kategorie „Žerotín (natural monument)“ na Wikimedia Commons                 | Ukázka bělokarpatské lesostepní květeny | 48°51′45″ s. š., 17°19′34″ v. d. |